# Bisbat de Honolulu
El bisbat de Honolulu (anglès: Diocese of Honolulu, llatí: Dioecesis Honoluluensis) és una seu de l'Església Catòlica als Estats Units, sufragània de l'arquebisbat de San Francisco, i pertany a la regió eclesiàstica XI (CA, HI, NV). Al 2013 tenia 263.000 batejats sobre una població de 1.325.000 habitants. Actualment està regida pel bisbe cardenal Clarence Richard Silva.
Els patrons de la diòcesi de Honolulu són la Mare de Déu, sota el títol de Malia O Ka Malu o Nostra Senyora Reina de la Pau, Sant Damià de Molokaʻi, i Santa Marianna de Molokaʻi.
La diòcesi es dirigeix a una població culturalment diversa amb els següents idiomes: hawaià, anglès, ilokano, taga, samoà, Tonga, japonès, coreà, espanyol i vietnamita. És una de les diòcesis més diverses i més grans als Estats Units, en termes d'àrea territorial que s'estén per tot l'estat.

## Territori
La diòcesi comprèn tot l'estat estatunidenc de Hawaii, així com algunes illes menors, no incorporades de l'arxipèl·lac.
La seu episcopal és la ciutat de Honolulu, on es troba la catedral catedral de la Mare de Déu de la Pau i la cocatedral de Santa Teresa de l'Infant Jesús.
El territori s'estén sobre 29.511 km², i està dividit en 66 parròquies.

## Història
El Papa Gregori XVI havia dividit Oceania en dos vicariats apostòlics. L'evangelització del Vicariat Apostòlic d'Oceania Oriental (consistent en les prefectures apostòliques de Tahití, les Marqueses i les illes Sandwich) va ser confiada als Pares Picpus, llavors recentment establerts per Pierre Coudrin. El Vicariat Apostòlic d'Oceania Occidental va ser així mateix encomanada a la Societat de Maria, Marianistes i Pares maristes, fundats el 1836 a Lió per Jean-Claude-Marie Colin.
Poc després de la desaparició al mar del Vicari Apostòlic d'Oceania Oriental, Mons. Rouchouze i una companyia de missioners al Marie Joseph el 1843, el Vaticà erigí canònicament per aquest territori, el Vicariat Apostòlic de les Illes Sandwich. [Es van crear vicariatos apostòlics similars per Tahití i les Marqueses. El Papa Pius IX va canviar el seu nom el 1848 pel de Vicariat Apostòlic de les illes Hawaii. El Papa Pius XII va elevar el vicariat apostòlic a la dignitat diocesana el 25 de gener de 1941, tal com continua avui dia.

### Missioners

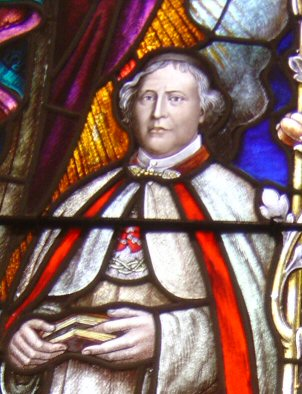
Pierre Coudrin va fundar la Congregació dels Sagrats Cors de Jesús i Maria que va portar l'Església Catòlica de Hawaiʻi.

La primera missió catòlica al Regne de Hawaii va ser establert per la creació de la Prefectura Apostòlica de les Illes Sandwich pel Papa Lleó XII i el nomenament d'Alexis Bachelot com el seu primer i únic prefecte, un membre de la Congregació dels Sagrats Cors de Jesús i Maria, un institut religiós anomenat els "Pares Picpus", fundats per Pierre Coudrin durant la Revolució francesa. Els primers Pares Picpus van partir de Bordeus a bord del La Comète el 21 de novembre de 1826 i es van aturar a Valparaíso (Xile) el 8 de febrer de 1827. Els Pares Picpus van reprendre el seu viatge el 25 de febrer. Van entrar al port de Honolulu el 7 de juliol. Originalment se'ls negà l'entrada per la influència dels consellers protestants del rei, i els pares Picpus no van poder desembarcar del seu vaixell fins al 9 de juliol, festa de la Mare de Déu de la Pau. Entre els primers Pares Picpus estaven Abraham Armand i Alexis Bachelot de França, així com Patrick Short del Regne Unit. Se'ls van unir sis germans llecs. S'ha afirmat que els Pares Armand, Bachelot i Short van concelebrar la primera missa a les illes de Hawaii el 14 de juliol de 1827, Dia de la Bastilla, en honor de l'herència francesa del seu institut religiós, però això no és cert, i un anacronisme: les misses concelebrades no es practicaven en el moment, i atès que França estava sent governat per la monarquia borbònica restaurada, el "Dia de la Bastilla" sens dubte no etava marcat com un dia de festa nacional. El primer baptisme es va realitzar el 30 de novembre.
Els pares Picpus van ser ràpids en submergir-se en la societat hawaiana. Van aprendre l'idioma local, va anar a la comunitat nativa d'Hawaii de la comunitat i van començar a predicar-hi. Van distribuir Bíblies en idioma hawaià i els ensenyaren les lliçons de Jesús dels evangelis. Centenars de nadius de Hawaii van voler batejar-se. Entre els primers convertits estaven William Pitt Kalanimoku que va ser batejat a bord del vaixell francès L'Uranie per abat de Quelen que va arribar el 1819, quatre mesos després de la mort de Kamehameha el Gran. També els governadors reals d'Oahu, Boki i Liliha. Ells dos es convertirien en elements pivotants de la resistència catòlica.

### Persecució
Els missioners cristians van ser influents en la formació de la societat moderna del regne després de la mort de Kamehameha I i Kamehameha II. Els missioners, en gran part congregacionalistas de Nova Anglaterra, batejaren la reina regent Kaahumanu i la van persuadir per crear polítiques religioses en favor de la supressió de l'Església Catòlica a Hawaii. Kamehameha III es mostrà d'acord i va promulgar la seva expulsió del regne. Els Pares Bachelot i Short van ser abordats per la força en el bergantí Waverlypels caps lleials a Kaahumanu i van deixar el port d'Honolulu el 24 de desembre de 1831. Van desembarcar a la costa de Califòrnia i va treballar a les missions de Califòrnia, prop de l'actual ciutat de los Angeles.
Conversos nadius de Hawaii de l'Església Catòlica afirmaren que havien estat empresonats, colpejats i torturats després de l'expulsió física dels seus sacerdots missioners. La persecució va ser prescrit, d'acord amb el Bishop Museum, pels ministres protestants que afirmaven que aquest tractament havia estat ordenat per Déu. El Comodor John Downes de la fragata USS Potomac de la Marina dels Estats Units va expressar la decepció estatunidenca per la decisió del rei que provocava el final de dany físic als conversos.
El 14 de juny de 1833, mitjançant el breu In sublimi del papa Gregori XVI, la prefectura apostòlica va quedar associada al vicariat apostòlic de l'Oceania oriental (avui arquebisbat de Papeete).
En 1835, tant el vicari apostòlic (Rouchouze) com el prefecte apostòlic (Bachelot) que treballaven des de Valparaíso enviaren Columba Murphy, un germà religiós d'Irlanda afiliat amb els Pares Picpus, per avaluar la situació a les illes de Hawaii. Mentre que a altres pares Picpus se'ls va negar l'entrada al regne, el rei va permetre i desembarcar del seu vaixell a Murphy a causa de la seva funció d'investigació i el fet que Murphy, un simple germà, no va poder ministrar els sagraments. El 30 de setembre de 1836, Arsenius Walsh, un Pare Picpus, va arribar a Honolulu per continuar el treball de Murphy. Murphy havia sortit abans per informar els seus superiors. El govern real va negar l'entrada a Walsh. No obstant això, el capità de la nau de la Marina francesa La Bonite va convèncer el rei per permetre Walsh per quedar-se. El govern reial va estar d'acord en permetre que els pares Picpus per treballessin lliurement a les illes de Hawaii, sempre que només assistissin als catòlics estrangers, no als natius de Hawaii.
El 17 d'abril de 1837, Pares Bachelot i Short van tornar a Honolulu pensant que l'acord fet amb el pare Walsh s'aplicaria a ells. El 30 d'abril, el govern real els obligà de nou a tornar a la seva nau. Els cònsols estatunidenc i britànic van obligar el rei que permetés a Bachelot i Short a desembarcar. Com a resultat, els capitans de la marina britànica i de la marina francesa escortaren Bachelot i Short a Honolulu. Short abandonaria les illes de Hawaii de nou a l'octubre.
França, que afirmava ser un defensor de l'Església catòlica, va enviar la fragata de l'Armada francesa Artemise la qual va arribar al port d'Honolulu el 10 de juliol de 1839. El capità Cyrille Laplace tenia l'orde del seu govern de:
| « | Destruir la impressió malèvola que es troba establerta en detriment del nom de França; rectificar l'opinió errònia que s'ha creat sobre el poder de França; i perquè sigui benentès que seria en benefici dels caps d'aquestes illes de l'oceà que es comportin d'una manera que no incorrerà en la ira de França. Exigirà, si escau amb tota la força que és pugui usar, la reparació integral pels errors que s'han comès, i no se surti d'aquests llocs fins que hagi deixat en totes les ments una impressió sòlida i duradora. | » |

Davant el temor d'un assalt en el seu regne per la persecució religiosa, Kamehameha III va emetre l'Edicte de Tolerància el 17 de juny de 1839, el qual creà una gran decepció per als ministres protestants, mentre que pels catòlics es va convertir en la llibertat de culte en el regne amb l'anunci:
| « | Que el culte catòlic sigui declarat lliure, a través de tots els dominis subjectes al rei de les illes Sandwich; els membres d'aquesta fe religiosa gaudiran a ells els privilegis concedits als protestants. | » |

Com un acte de reconciliació, Kamehameha III va donar un terreny a l'Església Catòlica a Hawaii i per a la construcció de la primera església permanent.

### Fundació

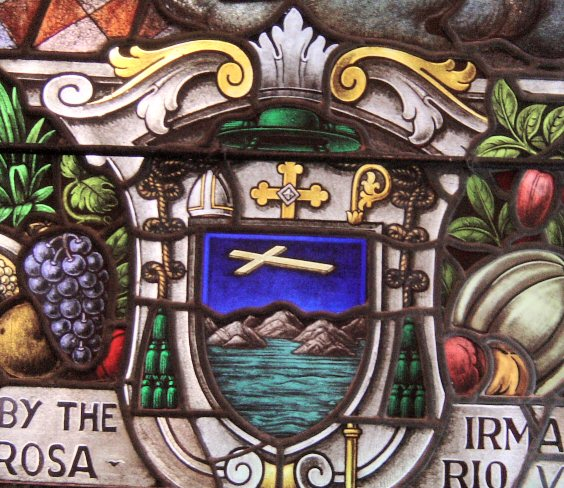
El bisbe Etienne Jerome Rouchouze va ser el Vicari Apostòlic d'Oceania Oriental que incloia les illes de Hawaii. El seu escut d'armes adorna una vidriera a la catedral.

Poc després de l'incident de Laplace i l'emissió de l'Edicte de Tolerància, Mons. Etienne Rouchouze, Vicari Apostòlic d'Oceania Oriental, es va traslladar a Honolulu des de Valparaíso, Xile. El bisbe desembarcar del seu vaixell al port d'Honolulu en companyia de tres Pares Picpus. Un d'ells era l'anteriorment exiliat Louis Désiré Maigret. La seva arribada va significar oficialment la victòria catòlica sobre la persecució a les illes de Hawaii i el començament d'una església catòlica permanent a Hawaii.
La primera església permanent va començar la construcció per la commemoració de la Verge de la Pau, el 9 de juliol de 1840. Nostra Senyora de la Pau havia estat la patrona de la Congregació dels Sagrats Cors de Jesús i Maria des de l'esclat de la Revolució Francesa. Els Pares Armand, Bachelot i Short havien consagrat les illes de Hawaii sota la protecció de la Mare de Déu de la Pau quan van arribar per primera vegada. Durant la missa, 280 catecúmens nadius hawaians van rebre el baptisme i la confirmació. Per a la resta de l'any, els devots van collir grans blocs de corall de la costa sud d'Oahu per construir el que es convertiria a la Catedral Basílica de la Mare de Déu de la Pau.
A les diverses illes veïnes, el bisbe Rouchouze va encarregar la construcció d'altres esglésies permanents per servir com a missions populars. També van començar a construir improvisades escoles per ensenyar a les tradicions catòliques del món acadèmic. A Honolulu es va instal·lar una imprempta per a la producció de literatura catòlica incloent missals i llibres d'himnes escrits en l'idioma hawaià.
El gener de 1842, un emocionat bisbe Rouchouze, content amb l'èxit del seu treball, va decidir navegar de nou a la casa de París de la Congregació dels Sagrats Cors de Jesús i Maria per tal de reclutar més Pares Picpus i germans religiosos per servir al creixent Església Catòlica a Hawaii. Tràgicament, el bisbe Rouchouze es va perdre al mar durant el seu viatge de tornada a les illes de Hawaii. El seu vicari general es va fer càrrec del Vicariat Apostòlic d'Oceania Oriental, mentre que s'enviava un grup de recerca. Anys més tard, la recerca va acabar oficialment i el bisbe Rouchouze va ser declarat mort.

### Vicariat apostòlic
Mitjançant el període que s'inicia amb el desembarcament de Pares Armand, Bachelot i Short a la proclamació de l'Edicte de Tolerància i l'arribada del bisbe Rouchouze, les illes de Hawaii es van administrar com una prefectura dins el Vicariat Apostòlic més gran d'Oceania Oriental. Creada el 1833 pel Papa Gregori XVI i governada des d'Amèrica del Sud, els seus territoris inclosos les Marqueses i Tahití. Després de la desaparició del bisbe Rouchouze, les tres prefectures van ser promogudes a vicariats apostòlics independents. Cadascun d'ells serien guiats pels seus propis bisbes.
El 13 d'agost de 1844, en virtut del breu Pastorale officium del matix papa Gregori XVI la prefectura apostòlica de les Illes Sandwich va ser elevada a vicariat apostòlic i esdevingue autònoma del vicariat apostolic de l'Oceania oriental.

#### Maigret
El Vicariat Apostòlic de les Illes Sandwich es va establir l'11 de juliol de 1847, el Papa Pius IX va nomenar Louis Desiré Maigret com el prelat que succeiria Mons. Rouchouze. El nou vicari apostòlic va ser consagrada a Xile com a bisbe titular d'Arathia i ràpidament va assistir a les necessitats de la incipient Església Catòlica a Hawaii. El nom de la seu es va canviar en 1848 pel de Vicariat Apostòlic de les illes de Hawaii. Mons. Maigret va completar la construcció de la Catedral Basílica de la Mare de Déu de la Pau. També va convidar a les Germanes dels Sagrats Cors de Jesús i Maria perquè obrissin escoles catòliques. Els sacerdots i germans religiosos de la Companyia de Maria van ser convidats a fer el mateix. Mons. Maigret va morir l'11 de juny de 1882 i va ser enterrat en una cripta sota el santuari de la catedral que havia construït.

#### Koeckemann

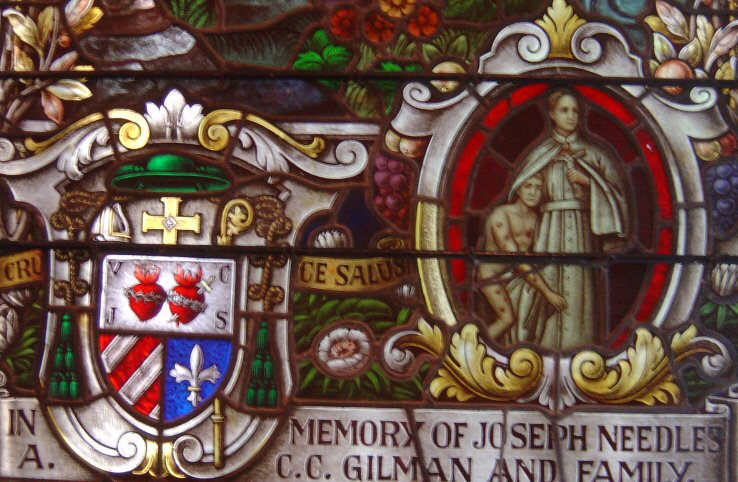
Bisbe Herman Koeckemann va ser el segon vicari apostòlic de les illes de Hawaii. El seu escut d'armes i una imatge del Beat Damià de Molokai adornen la catedral.

El Papa Lleó XIII va elevar immediatament Bernard Hermann Koeckemann, un Pare Picpus alemany, com el segon vicari apostòlic de les illes de Hawaii. Va ser consagrat com a bisbe titular d'Olba. Durant el seu episcopat, Mons. Koeckemann va veure una onada de nous catòlics des del creixement exponencial dels obrers a les plantacions de canya de sucre. L'Església Catòlica a Hawaii ' i va abraçar nous feligresos provinents de les Filipines, Polònia, Portugal i Espanya entre d'altres. Hi havia tants membres portuguesos devots que les esglésies sovint havien d'incloure les misses en què el sermó (la resta de la missa era en llatí) era pronunciat en portuguès.
Mons. Koeckemann també va veure el sorgiment de casos de lepra a tot el regne. Va supervisar l'obra de Damià de Molokai i de Marianne Cope, ja que serveixen als leprosos malalts que resideixen en una colònia aïllada a la península Makanalua a l'illa de Molokai. Els respectius instituts religiosos van obrir causes de canonització per a tots dos.
El 22 de febrer de 1892, Mons. Koeckemann va morir i va ser enterrat al cementiri catòlic de Honolulu.

#### Ropert

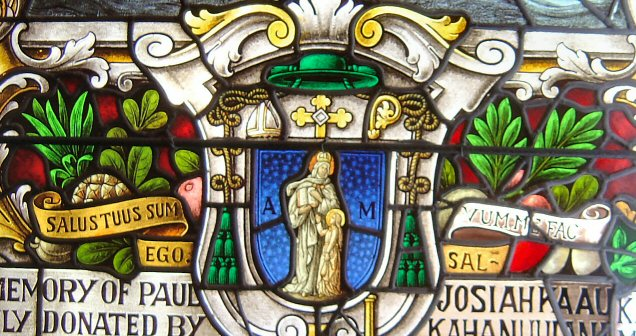
El bisbe Francis Gulstan Ropert va ser el tercer vicari apostòlic de les illes de Hawaii. El seu escut d'armes adorna la catedral..

Van passar diversos mesos abans que el Papa Lleó XIII nomenés a algú per succeir el bisbe Koeckemann. El 3 de juny de 1892, el Papa va triar un Pare Picpus francès, Gulstan Francis Ropert per convertir-se en el tercer vicari apostòlic de les illes de Hawaii. Va ser consagrat com a bisbe titular de Panòpolis. Va ser durant el seu regnat que el Regne de Hawaii es va veure embolicat en una revolució. Empresaris nord-americans van conspirar per enderrocar la reina. La Marina dels Estats Units van marxar cap a el Palau Iolani, veí de la Catedral Basílica de la Mare de Déu de la Pau, i van detenir la reina Liliʻuokalani. Es va proclamar un govern provisional abans que s'establís una república. Mons. Ropert va rebre peticions dels seus seguidors nadius de Hawaii per defensar Liliuokalani, sent jutjat per un tribunal militar per traïció contra el govern de nova creació. Per desgràcia, no hi havia molt que Mons. Ropert pogués fer. Es convertiria en l'únic bisbe de la nova República de Hawaii.
Mons. Ropert també va ser responsable de les necessitats espirituals de les famílies locals els fills van ser enviats a l'estranger per lluitar en la guerra hispano-estatunidenca. També va consolar les famílies dels filipins morts en la guerra filipino-estatunidenca. Més endavant en el seu regnat, les illes de Hawaii es va convertir en un territori dels Estats Units convertint-se en el primer bisbe del Territori de Hawaii. Mons. Ropert va morir el 4 de gener de 1903 i va ser enterrat al cementiri catòlic de Honolulu.

#### Boeynaems

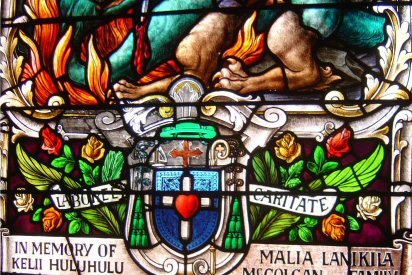
El bisbe Libert Hubert John Louis Boeynaems va ser el quart Vicari Apostòlic de les illes de Hawaii i va estar durant la Primera Guerra Mundial I. El seu escut d'armes adorna la catedral.

Una vegada més es necessitarien diversos mesos abans que el Papa Lleó XIII nomenés algú que substituís a l'episcopat a les illes de Hawaii. El 8 d'abril de 1903, el Papa va nomenar un Pare Picpus d'Anvers, Libert Hubert John Louis Boeynaems per convertir-se en el quart Vicari Apostòlic de les illes de Hawaii. Va ser consagrat bisbe titular de Zeugma. Durant el seu pontificat, Mons. Boeynaems va observar que molts dels seus fidels van ser enviats a combatre a Europa durant la Primera Guerra Mundial. També va supervisar la creixent militarització de les illes de Hawaii. Tota la costa de l'illa d'Oahu va ser fortificada i es van establir diverses bases militars dels Estats Units, incloent: Fort Shafter, Pearl Harbor i Schofield Barracks. Amb l'absència d'una ordinariat militar establert als Estats Units, Mons. Boeynaems exercí el seu ministeri sobre els militars catòlics. Després d'un període de malaltia, Mons. Boeynaems va morir el 13 de maig de 1926, i va ser sepultat en el cementiri catòlic de Honolulu.

#### Alencastre

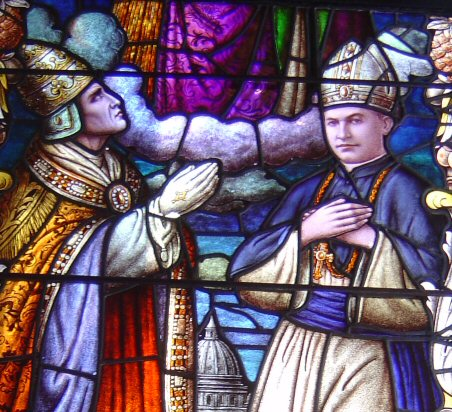
El Papa Pius XI instal·là Stephen Alencastre de Portugal com a cinquè vicari apostòlic de les illes de Hawaii. Alencastre ser la primera persona criada a Hawaii que es convertia en ordinari de l'Església de Hawaii.

Quan Mons. Boeynaems va emmalaltir, el Papa Pius XI va elevar la primera persona que havia crescut a les illes de Hawaii per esdevenir-ne vicari apostòlic. El Papa va nomenar a Stephen Peter Alencastre, un Pare Picpus nascut a Portugal que s'havia criat a les illes de Hawaii amb la seva família, vivint a diferents illes. Posteriorment es va graduar de la universitat de Saint Louis i va ser acceptat en la Congregació dels Sagrats Cors. Va ser ordenat al sacerdoci i educat a Europa pels Pares Picpus, va obtenir un doctorat en teologia sagrada. Més tard va ser nomenat i consagrat com vicari apostòlic coadjutor i bisbe titular d'Arabisso per ajudar el malalt Mons. Boeynaems, sofrint en l'hospital. Amb la mort de Mons. Boeynaems, Mons. Alencastre va succeir-lo com el cinquè i darrer vicari apostòlic de les illes de Hawaii. En veure la necessitat de nous sacerdots formats a nivell local, Mons. Alencastre va crear el Seminari de Sant Esteve a Kalihi Valley, dedicat al nom del seu patró personal. També va supervisar la renovació de la Catedral Basílica de La nostra Senyora de la Pau, modernitzant-la a temps per a la celebració del centenari de l'Església Catòlica a Hawaii el 1927. Va morir a bord d'un vaixell en ruta de Los Angeles el 9 de novembre de 1940.

### Diòcesi
La premonició de Mons. Alencastre que el vicariat seria elevat a la condició diocesana es va complir abans del que s'esperava. A la seva mort, Pius XII va decidir que a les illes de Hawaii ja no es necessitava una església missionera. Més aviat, la seva florent comunitat catòlica era prou madura per ser administrat com un òrgan totalment independent propi. El Papa erigí canònicament la nova diòcesi de Honolulu el 25 de gener de 1941.

#### Sweeney

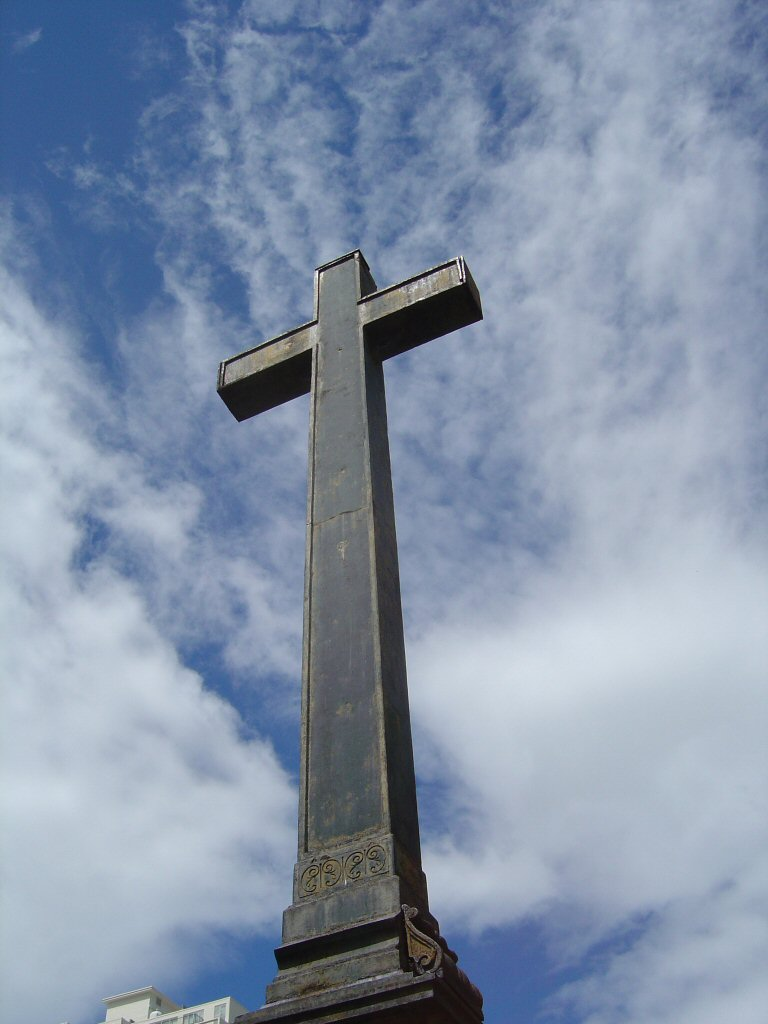
Una creu de ferro al cementiri catòlic de Honolulu marca el lloc d'enterrament dels bisbes de les illes de Hawaii.

Després de diversos mesos de consideració, el Papa miràfora de la Congregació dels Sagrats Cors de Jesús i Maria per triar un successor per al darrer vicari apostòlic. El Papa Pius XII va nomenar un sacerdot diocesà de l'arxidiòcesi de San Francisco, James Joseph Sweeney com a primer bisbe d'Honolulu el 20 de maig de 1941; Mons. Sweeney va ser ordenat posteriorment a l'episcopat el 25 de juliol de 1941 a la Catedral de Santa Maria de l'Assumpció de San Francisco .
Els primers mesos del bisbe Sweeney en l'episcopat van ser en l'adveniment d'un esdeveniment tràgic a Hawaii. El 7 de desembre, les forces imperials japoneses van bombardejar Pearl Harbor i vat atacar la Honolulu metropolitana. Milers de militars i civils van morir. Les explosions es van escoltar en tot el centre de Honolulu i prop de la Catedral Basílica de La nostra Senyora de la Pau. El bisbe Sweeney va guiar la diòcesi al llarg de la Segona Guerra Mundial.
El Papa Joan XXIII va inaugurar el Concili Vaticà II l'11 d'octubre de 1962, i el bisbe Sweeney va ser un pare conciliar, un d'uns molts prelats dels Estats Units que assistiren a les sessions. Inspirat per les reformes acordades a Roma, va promulgar canvis importants en la litúrgia a la diòcesi de Honolulu. Una de les seves accions va ser per renovar la Catedral Basílica de La nostra Senyora de la Pau d'acord amb la Constitució recentment promulgada sobre la Sagrada Litúrgia. Aviat totes les parròquies oferien missa principalment en la llengua vernacla en lloc de en llatí i els altars van ser construïts enfront de la congregació en lloc de la paret del santuari. A poc a poc, altres idiomes es van incorporar a la missa incloent l'idioma hawaià. El bisbe Sweeney també va convidar els pares maristes perquè s'encarreguessin de diverses parròquies a les illes d'Oahu i Kauai.
Bisbe Sweeney va caure malalt i no va poder exercir les seves funcions amb ple vigor. La seva petició d'un bisbe auxiliar va ser concedit. Anys més tard, Mons. Sweeney va morir en el seu aniversari, el 19 de juny de 1968. Va ser enterrat a Colma, prop de San Francisco, on va passar els seus primers anys com a sacerdot.

#### Scanlan
El Papa Pau VI va nomenar John Joseph Scanlan, bisbe auxiliar de la diòcesi i administrador apostòlic com el seu segon ordinari el 6 de març de 1968. Prevere de San Francisco originari del Comtat de Cork, a Irlanda, Mons. Scanlan va ser testimoni del creixement del jove estat de Hawaii. Va mantenir relacions cordials amb el governador de Hawaii John A. Burns, catòlic, fins i tot quan la legislatura hawaiiana va aprovar una llei que permetia l'avortament lliure i el governador Burns va permetre que el projecte es convertís en llei sense la seva signatura. Scanlan també va ser recordat per la seva invitació a diversos instituts religiosos a establir-se a les illes de Hawaii. Entre aquests grups hi ha els marianistes, els Germans Cristians d'Irlanda, les Religioses de la Mare de Déu, i les Germanes Dominiques d'Iloilo. Els jesuïtes principalment es dedicaren als estudiants de la Universitat de Hawaii a Manoa.
El 1977, Mons. Scanlan va servir com a consagrant principal del pare Joseph Ferrario com a bisbe auxiliar. La seva edat començava a afectar el seu treball. Sentint la pressió de tenir 75 anys, Mons. Scanlan va optar per retirar-se el 30 de juny de 1981. Va morir el 31 de gener de 1997 a la Casa de Natzaret a San Rafael, un casa de retir per als sacerdots i religiosos. El seu funeral es va celebrar a la catedral metropolitana de Santa Maria de l'Assumpció i més tard a la Catedral Basílica de La nostra Senyora de la Pau a Honolulu. El bisbe Scanlan, un pare del Concili Ecumènic Vaticà II, va tenir l'honor de ser enterrat al costat Bisbe Maigret, un pare del Primer Concili Ecumènic Vaticà, a una cripta sota el santuari de la Catedral Basílica de Nostra Senyora de la Pau.

#### Ferrario

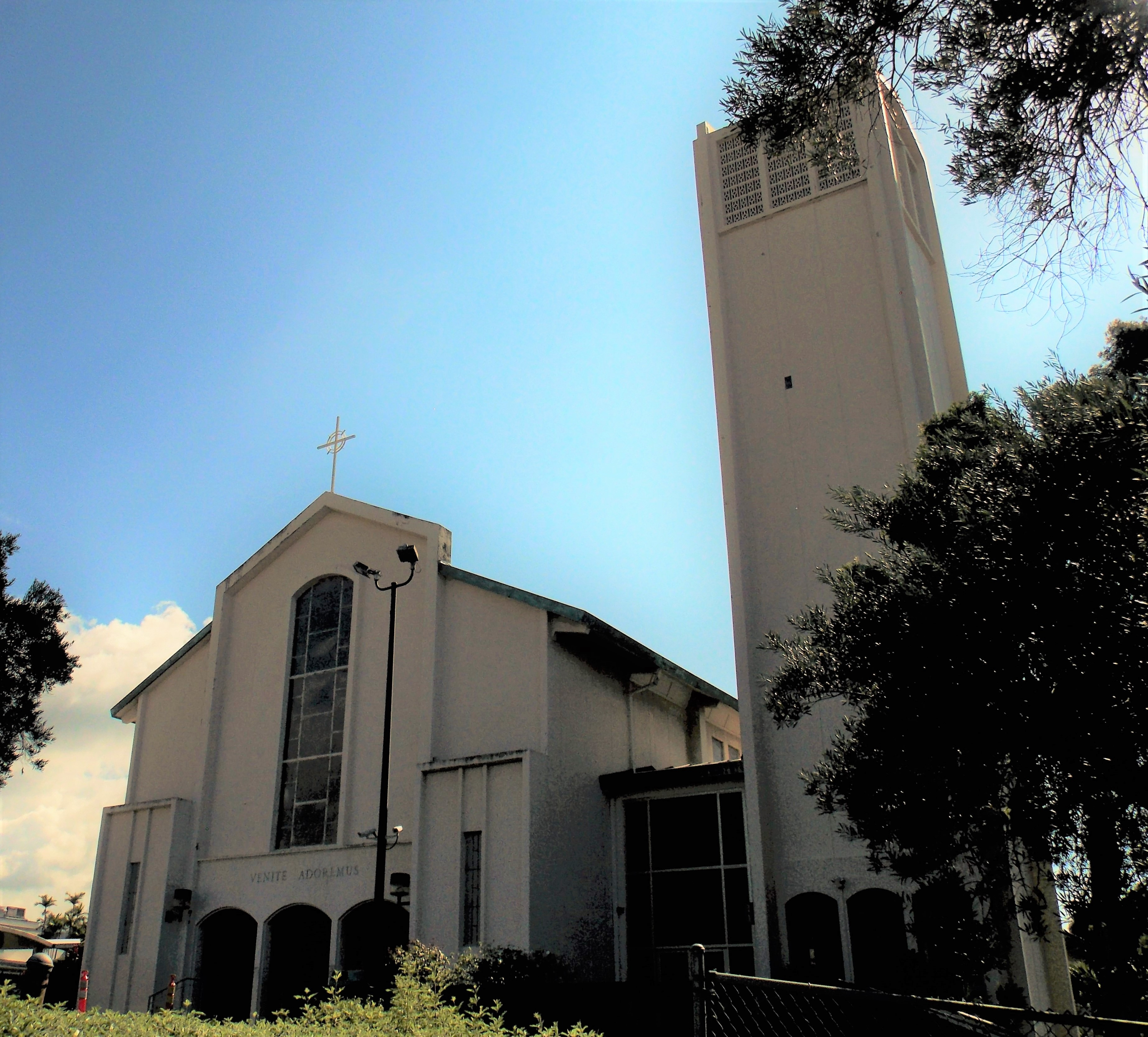
La Cocatedral de Santa Teresa de l'Infant Jesús

El Papa Joan Pau II va nomenar el bisbe auxiliar de la diòcesi Joseph Anthony Ferrario, ex educador sulpicià i sacerdot diocesà, com el tercer bisbe de Honolulu el 13 de maig de 1982.
El 19 de setembre de 1984 l'església de Santa Teresa de l'Infant Jesús de Honolulu va ser elevada al rang de cocatedral, mitjançant el decret Maiori Christifidelium de la Congregació per als Bisbes.

#### DiLorenzo
En anunciar Mons. Ferrario el seu retir, el Vaticà nomenà a Msr. Francis DiLorenzo, bisbe auxiliar de Scranton com a administrador apostòlic de Honolulu. Més tard, el 29 de novembre de 1994, el Papa Joan Pau II, el nomenà com el quart bisbe d'Honolulu (el 2004 seria traslladat a la diòcesi de Richmond).
Amb la marxa de Mons. DiLorenzo, el col·legi diocesà de consultors, d'acord amb el Codi de Dret Canònic, el 28 de maig de 2004, elegí pels seus parells el pare Thomas L. Gross com a administrador diocesà temporal. També va formar part de la comissió que va projectar candidats per al càrrec de bisbe d'Honolulu. L'1 de febrer de 2006, el pare de Marc R. Alexander es va convertir en administrador diocesà.

#### Silva

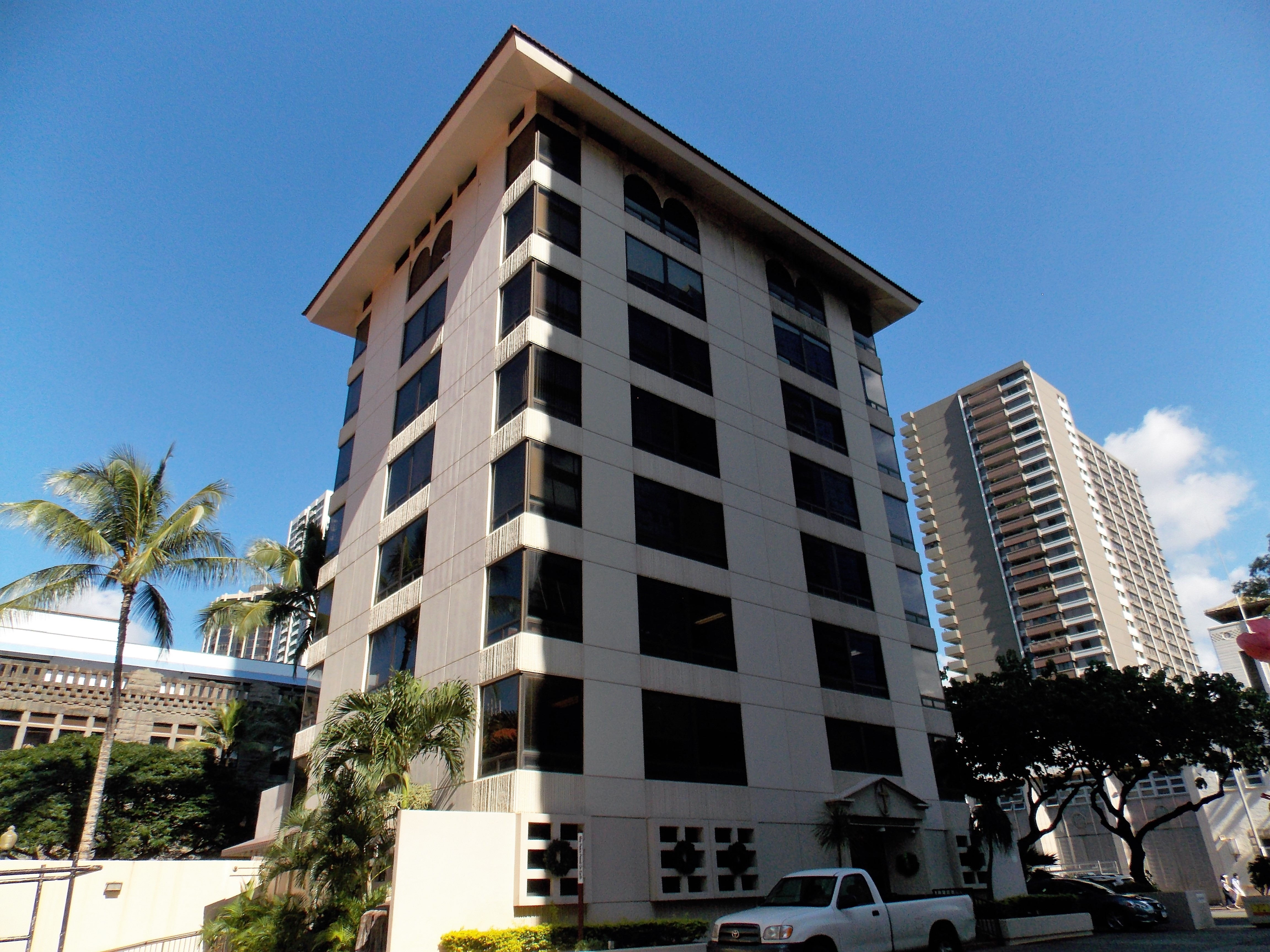
El Centre Pastoral Diocesà

El Papa Benet XVI va nomenar a Clarence Richard Silva, la primera persona nativa en l'episcopat de les illes de Hawaii per esdevenir bisbe de Honolulu el 17 de maig de 2005. La seva consagració episcopal i instal·lació, amb 3.500 assistents, va ser un dels esdeveniments més grans en la història de la diòcesi de Honolulu.
El consagrant principal va ser William Joseph Levada, arquebisbe de San Francisco i recentment nomenat Prefecte de la Congregació per a la Doctrina de la Fe. També van estar presents Gabriel Montalvo Figuera, nunci apostòlic als Estats Units, i Anthony Apuron, arquebisbe d'Agana.

## Dates d'especial importància per a la diòcesi

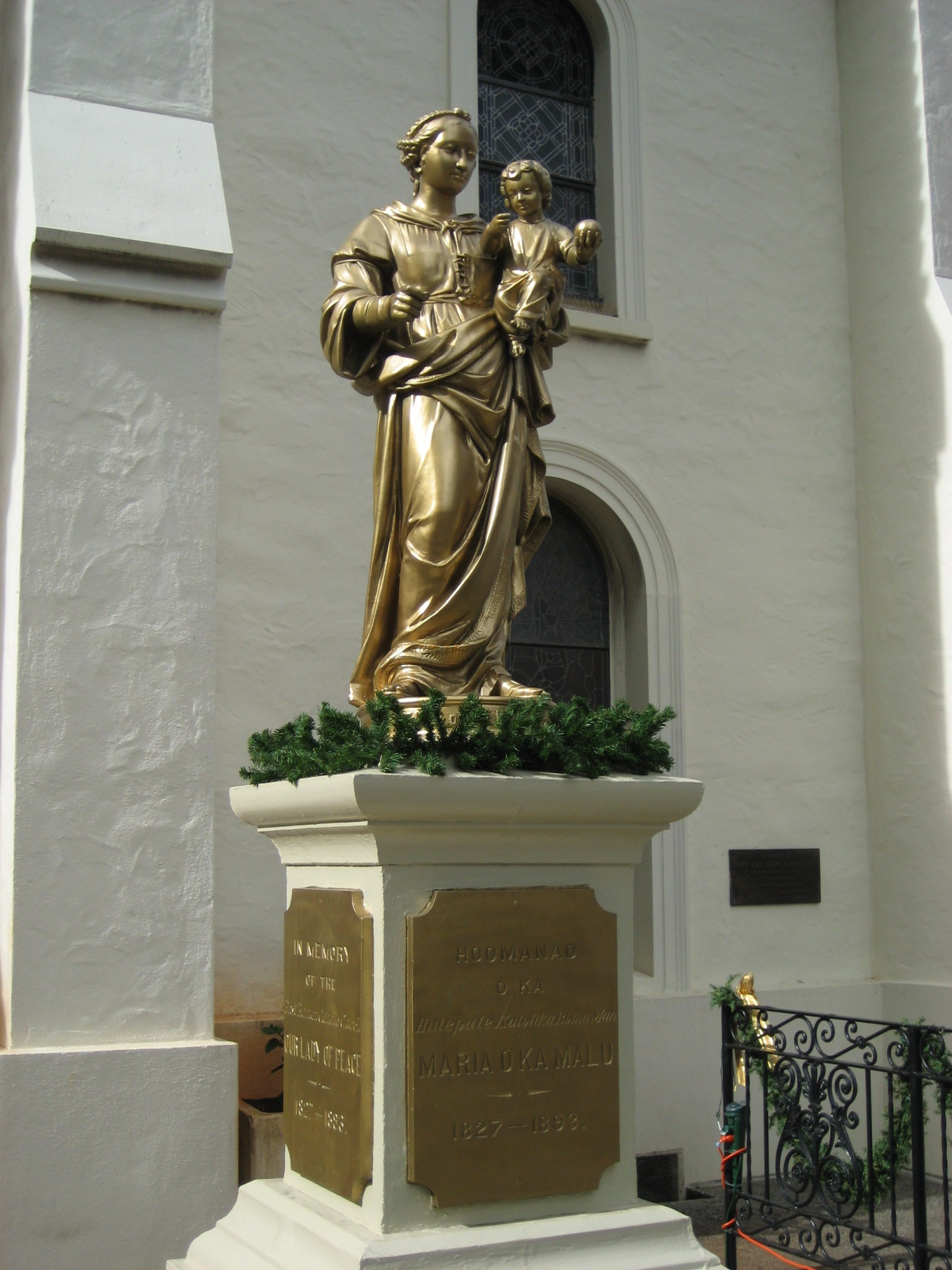
La nostra Senyora de la Pau, patrona de la diòcesi, s'honra el 9 de juliol i 15 d'agost

- 23 de gener - Memorial, Santa Marianne Cope, religiosa (2005)
- 25 de gener - Aniversari de l'erecció canònica pel Papa Pius XII de la Diòcesi Catòlica de Honolulu (1941)
- 10 de maig - Memorial, Sant Damià de Molokai, religiós (1995)
- 17 de maig - Aniversari del nomenament de Clarence Richard Silva, Vicari General de la Diòcesi d'Oakland, com a cinquè bisbe de Honolulu (2005)
- 9 de juliol - Memorial, Santa Mare de Déu sota el títol, Reina de la Pau
- 21 de juliol - Aniversari de l'ordenació a l'episcopat i d'instal·lació de Clarence Richard Silva com a cinquè bisbe de Honolulu (2005)
- 18 de juliol - Aniversari de la Dedicació de la cocatedral de Santa Teresa de l'Infant Jesús, Honolulu (1985)
- 15 d'agost - Aniversari de la Dedicació de la Basílica Catedral de Nostra Senyora, Reina de la Pau, Honolulu (1843)

## Cronologia episcopal
- Alexis Bachelot, SS.CC. (3 de desembre de 1825 - 24 de desembre de 1831 renuncià)
- Étienne Jérôme Rouchouze, SS.CC. (14 de juny de 1833 - 13 de març de 1843 desaparegut)
- Louis-Désiré Maigret, SS.CC. † (11 de setembre de 1846 - 11 de juny de 1882 mort)
- Bernard Hermann Koeckemann, SS.CC. † (11 de juny de 1882 - 22 de febrer de 1892 mort)
- Gulstan Francis Ropert, SS.CC. † (3 de juny de 1892 - 4 de gener de 1903 renuncià)
- Libert Hubert John Louis Boeynaems, SS.CC. † (8 d'abril de 1903 - 13 de maig de 1926 mort)
- Stephen Peter Alencastre, SS.CC. † (13 de maig de 1926 - 9 de novembre de 1940 mort)
- James Joseph Sweeney † (20 de maig de 1941 - 19 de juny de 1968 mort)
- John Joseph Scanlan † (6 de març de 1968 - 30 de juny de 1981 jubilat)
- Joseph Anthony Ferrario † (13 de maig de 1982 - 12 d'octubre de 1993 jubilat)
- Francis Xavier DiLorenzo (29 de novembre de 1994 - 31 de març de 2004 nomenat bisbe de Richmond)
- Clarence Richard Silva, des del 17 de maig de 2005

## L'escut

Escut de la diocese

L'escut d'armes va ser dissenyat i adoptat quan es va erigir la diòcesi, el 1941.
Consisteix en una creu en un camp de color vermell. La creu està quarterada en blanc i blau. En el segon i tercer quaters es troba una bola de kapa blanca en un estàndard negre.
Simbolisme
La creu és de l'autoritat episcopal que representa la fe plantada pels primers missioners a Hawaii, a quarts en un camp de vermell, elegit perquè era el color dominant en l'escut de Hawaii. L'ordre dels colors de la part superior esquerra a dreta és de color vermell, blanc i blau, els colors de la bandera de Hawaii. La creu està quarterada en blanc i blau, els colors de la Santa Mare, patrona de la diòcesi sota el títol de Mare de Déu de la Pau. En el segon i tercer quarts hi ha una bola de kapa blanca en un estàndard negre, un antic símbol cerimonial hawaià indicant protecció o un lloc de refugi, derivat de l'escut del territori de Hawaii .

## Estadístiques
A finals del 2013, la diòcesi tenia 263.000 batejats sobre una població de 1.325.000 persones, equivalent al 19,8% del total.
| any  | població | població  | població | sacerdots | sacerdots       | sacerdots       | sacerdots             | diaques | religiosos | religiosos | parròquies |
| ---- | -------- | --------- | -------- | --------- | --------------- | --------------- | --------------------- | ------- | ---------- | ---------- | ---------- |
| any  | batejats | total     | %        | total     | clergat secular | clergat regular | batejats por sacerdot | diaques | homes      | dones      |            |
| 1950 | 145.000  | 525.000   | 27,6     | 125       | 6               | 119             | 1.160                 |         | 88         | 367        | 55         |
| 1966 | 220.000  | 726.310   | 30,3     | 171       | 25              | 146             | 1.286                 |         | 147        | 486        | 63         |
| 1970 | 210.000  | 807.509   | 26,0     | 162       | 31              | 131             | 1.296                 |         | 232        | 362        | 66         |
| 1976 | 205.000  | 846.900   | 24,2     | 165       | 46              | 119             | 1.242                 |         | 194        | 415        | 66         |
| 1980 | 211.000  | 902.000   | 23,4     | 169       | 57              | 112             | 1.248                 | 1       | 187        | 383        | 64         |
| 1990 | 225.028  | 1.112.100 | 20,2     | 167       | 71              | 96              | 1.347                 | 32      | 151        | 302        | 67         |
| 1999 | 236.688  | 1.186.602 | 19,9     | 147       | 69              | 78              | 1.610                 | 26      | 48         | 180        | 66         |
| 2000 | 239.000  | 1.196.000 | 20,0     | 160       | 72              | 88              | 1.493                 | 26      | 137        | 156        | 66         |
| 2001 | 215.000  | 1.185.497 | 18,1     | 155       | 73              | 82              | 1.387                 | 32      | 138        | 155        | 66         |
| 2002 | 260.000  | 1.211.537 | 21,5     | 150       | 65              | 85              | 1.733                 | 50      | 135        | 161        | 66         |
| 2003 | 232.935  | 1.211.537 | 19,2     | 168       | 87              | 81              | 1.386                 | 52      | 145        | 201        | 66         |
| 2004 | 234.588  | 1.244.898 | 18,8     | 157       | 79              | 78              | 1.494                 | 51      | 125        | 236        | 61         |
| 2006 | 239.000  | 1.270.000 | 18,8     | 163       | 86              | 77              | 1.466                 | 47      | 121        | 190        | 66         |
| 2013 | 263.000  | 1.325.000 | 19,8     | 153       | 92              | 61              | 1.718                 | 60      | 93         | 125        | 66         |